# الجراب (النادرة)

تعديل مصدري - تعديل

الجراب هي إحدى قرى عزلة الشرنمه العليا بمديرية النادرة التابعة لمحافظة إب، بلغ تعداد سكانها 432 نسمة حسب تعداد اليمن لعام 2004.